# Rimuix d'Assíria

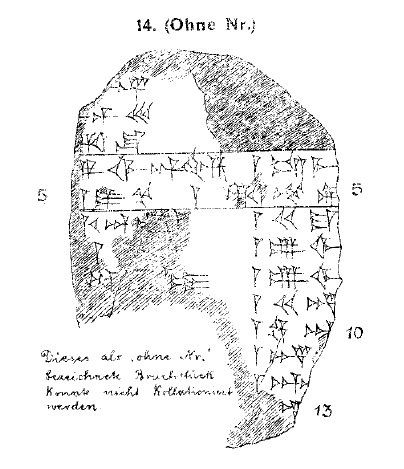
Línia d'art de Schroeder per al fragment de la llista de reis assiris coneguda com a KAV 14 després de la seva publicació.

Rimuix o Rīmu[š], inscrit mri-mu-u[š] fou rei d'Assíria vers 1740-1730 aC, potser vers el 1733 aC i per un curt espai de temps de mesos. El seu nom, damnat i incomplet, apareix al final d'una dinastia d'una de les llistes alternatives de reis d'Assíria. Segons aquesta llista, entre aquest rei, el nom del qual sembla que seria Rimush, i el seu predecessor Mut-Ashkur haurien governat 29 anys. No se l'esmenta en la llista tradicional el que fa pensar que el seu regnat fou relativament curt. El següent rei fou Asinum que era net de Shamshi-Adad I i Rimush seria besnet d'aquest rei, potser fill de Mut-Ashkur i és molt possible que Rimush hagués mort després d'un breu regnat (tan breu que ni fou inclòs a les llistes) sense descendència o com a molt amb descendents menors, i l'hauria succeït el que seria el germanastre de Mut-Ashkur, Asinum.

## Inscripcions
1. ↑  Fragment de la llista de reis assirisVAT 9812 = KAV 14: 5.